# Karl-Ernst Petzold
Karl-Ernst Petzold (* 15. April 1918 in Rochlitz, Sachsen; † 24. Oktober 2003) war ein deutscher Althistoriker.

Karl-Ernst Petzold studierte an der Johann Wolfgang Goethe-Universität in Frankfurt am Main die Fächer Geschichte, Latein, Griechisch und Philosophie und wurde bereits im Alter von 22 Jahren mit der Arbeit über Die Eröffnung des zweiten römisch-makedonischen Krieges. Untersuchung zur spätannalistischen Topik bei Livius promoviert. Seine Habilitation erfolgte mit einem Beitrag über Polybios. Zusammen mit Eduard Bornemann gab er ein Lateinisches Unterrichtswerk heraus, das insbesondere an hessischen altsprachlichen Gymnasien Verwendung fand. Petzold lehrte ab 1968 Alte Geschichte an der Technischen Universität Berlin und war von 1970 bis 1985 als Professor für Alte Geschichte an der Universität Tübingen tätig.

## Schriften (Auswahl)
- Geschichtsdenken und Geschichtsschreibung. Kleine Schriften zur griechischen und römischen Geschichte (= Historia. Einzelschriften. Band 126). Steiner, Stuttgart 1999, ISBN 3-515-07458-9.
- Studien zur Methode des Polybios und zu ihrer historischen Auswertung (= Vestigia. Band 9). Beck, München 1969.
- Die Eröffnung des zweiten römisch-makedonischen Krieges. Untersuchung zur spätannalistischen Topik bei Livius (= Neue deutsche Forschungen. Band 286 = Neue deutsche Forschungen. Abteilung Alte Geschichte. Band 8). Junker und Dünnhaupt, Berlin 1940.